# Tamás Mendelényi
Tamás Mendelényi, né le 2 mai 1936 à Budapest et mort le 6 septembre 1999 à Várgesztes, est un escrimeur hongrois.
Il participe aux Jeux olympiques d'été de 1960 à Rome où il remporte la médaille d'or dans l'épreuve de sabre par équipes.

## Palmarès

### Jeux olympiques d'été
- Jeux olympiques de 1960 à Rome (Italie).
  -  Médaille d'or en sabre par équipes.